# Шоразам
Шоразм — село в составе сельской общины Чуянгарон Вахдатского района Республики Таджикистан. Расстояние от Шоразма до города Вахдат — 22 км. Население — 1543 человека (2017 г.), таджики. 